# Elmarshausen
Elmarshausen ist ein Weiler, aber kein eigener Stadtteil, in der Gemarkung von Wolfhagen im nordhessischen Landkreis Kassel.

## Geographische Lage
Der kleine Ort liegt auf etwa 230 m ü. NHN am Nordufer der Erpe im Naturpark Habichtswald etwa 2,2 km nordnordöstlich von Wolfhagen an der Kreisstraße 94 (Landsberger Straße; Wolfhagen–Elmarshausen–Schützeberg), die hier die Erpe in Nord-Süd-Richtung überquert. Er besteht lediglich aus dem Wasserschloss Elmarshausen und einem unmittelbar nordöstlich daneben gelegenen Gutshof.

## Geschichte
Der Ort wurde im Jahre 1123 als „Egelmareshusen“ erstmals urkundlich erwähnt. Der Ortsname wandelte sich danach über „Elimareshusen“ (1150) und „Eilmarshusen“ (1255) zum heutigen Elmarshausen. Auch die Bezeichnung „Hiltimareshusen“ wird mit dem heutigen Elmarshausen gleichgesetzt. Die Siedlung befand sich im 13. Jahrhundert im Besitz der Herren von Helfenberg, die den Ort sowie das dazugehörige Gericht und das Kirchenpatronat von den Grafen von Everstein und dann nach der Eversteinsche Erbfolgefehde ab 1408 von den Herzögen von Braunschweig-Lüneburg zu Lehen hielten. Auch das Kloster Breitenau hatte Besitz in Elmarshausen, der ebenfalls an die von Helfenberg als Lehen gegeben war.
In den Jahren von 1309 bis 1403 verkauften die von Helfenberg Dorf, Gericht und Kirchenpatronat schrittweise an die Herren von Gudenberg. 1370 besaßen die von Gudenberg bereits ¾ des Orts, und im Jahre 1403 war Werner IV. von Gudenberg dann alleiniger Besitzer des Orts. Heinrich V. von Gudenberg ließ dort an der Erpe eine 1442 erstmals bekundete Wasserburg erbauen. Die Burg hatte strategische Bedeutung, denn sie lag nur wenige hundert Meter östlich der wichtigen Handelsstraße von Paderborn nach Fritzlar.
Im Jahre 1515 kaufte der landgräflich-hessische Hofrat und spätere Marschall Hermann von der Malsburg († 1557) das Gut Elmarshausen von seinem Schwiegervater Eberhard von Gudenberg. Als dieser 1534 starb und mit ihm sein Geschlecht im Mannesstamm erlosch, erhielt Malsburg von Landgraf Philipp I. als Erbe der gudenbergischen Lehnsgüter Elmarshausen zu Lehen. Nachdem sich Malsburg in der Schlacht bei Lauffen am 13. Mai 1534 als Befehlshaber der hessischen Reiterei ausgezeichnet hatte und damit dem von Landgraf Philipp unterstützten Herzog Ulrich von Württemberg zum Wiedererwerb seines Herzogtums verholfen hatte, erhielt er eine bedeutende Dotation, die er zumindest teilweise dazu nutzte, die Wasserburg Elmarshausen zu einem Schloss im Stil der Weserrenaissance ausbauen zu lassen. Sein Sohn Christoph († 1580) führte den Schlossbau bis 1563 zu Ende. Noch heute ist das Schloss Eigentum der Nachkommen eines Zweigs der Familie von der Malsburg.
Eine Ortskirche unter dem Patronat der Herren von Helfenberg ist bereits im 13. Jahrhundert bekundet, und im Jahre 1350 wurde eine dem Heiligen Andreas geweihte Kapelle erbaut. 1505 werden mehrere Altäre genannt.
Schloss und Gut Elmarshausen waren bis 1928 ein selbständiger Gutsbezirk, der erst bei der Auflösung der Gutsbezirke in Preußen nach Wolfhagen eingemeindet wurde. Am 1. März 1972 wurde Elmarshausen als einer von vier Wohnplätzen innerhalb der Wolfhagener Gemarkung als eigenständiger Stadtteil benannt, der im Gegensatz zu den drei anderen auf der Topographischen Karte eine eigene Gemarkung aufweist.

## Das Gut
Das Gut Elmarshausen – mit ausgedehnten Weiden und Paddocks, Reithalle, Labor und medizinischen Einrichtungen – wird heute hauptsächlich als Gestüt für die Zucht von Trakehnern betrieben und ist zugleich Ausbildungsstätte für angehende Pferdewirte. Außerdem bietet es eine Pension für Stuten und das sachgemäße Anreiten von Nachwuchspferden an. Daneben werden auch Rinderzucht, Ackerbau und Forstwirtschaft betrieben.